# Frankenfield Glacier
Frankenfield Glacier är en glaciär i Antarktis. Den ligger i Västantarktis. Inget land gör anspråk på området. Frankenfield Glacier ligger 44 meter över havet.
Terrängen runt Frankenfield Glacier är kuperad åt nordost, men åt sydväst är den platt.  Trakten är obefolkad. Det finns inga samhällen i närheten.